# Air Lorient
Air Lorient était une compagnie d'aviation française basée à Lorient dans le département du Morbihan.

## Histoire
La compagnie Air Lorient, dont la base opérationnelle se trouvait sur l'aéroport de Lorient, s'était spécialisée dans les vols à la demande pour le transport de passagers au départ de l'aéroport et le ravitaillement des chalutiers en campagne de pêche,,.
Le siège de la SARL Air Lorient était établi sur le port de pêche de Keroman.
Elle est créée le 12 décembre 1974 et cesse son activité le 1er août 1985. Le retrait de l'autorisation de vol était acté par arrêté du 23 juillet 1986.
En 1978, la compagnie était en difficulté financière et relationnelle avec la base militaire de Lann-Bihoué qu'elle utilisait.

### Les compagnies aériennes lorientaises et le port de pêche de Lorient
L'activité des compagnies aériennes créées à Lorient est étroitement liée à la pêche. Lorient est la ville aux 5 ports et le 1er port de pêche de France.
Après la disparition d'Air Lorient en 1986, fut créé en 1992 la compagnie aérienne Diwan (détenue à 49 % par Air Provence International). Elle assurait du vol à la demande au départ de Lorient, mais surtout le transport des marins vers les bases avancées en Écosse (Inverness notamment) pour l'armement Jégo-Quéré. Le retrait de sa licence intervient le 26 mars 1997.
En 2005, était créé Air ITM (Groupe Les Mousquetaires-Intermarché) qui exploitait sur l'aéroport de Lorient, un jet biréacteur de 9 places au rayon d'action de 3 000 km. Pour le compte de la Scapeche (Groupe Les Mousquetaires-Intermarché, 1er armateur français de pêche fraiche), elle assurait de façon hebdomadaire les rapatriements sur Lorient des marins débarquant des bateaux du groupe basés en Écosse et en Irlande. Elle proposait comme Air Lorient ou Diwan autrefois, des vols à la demande pour les entreprises ou particuliers. Cette compagnie a cessé son activité en 2021 mais une nouvelle compagnie aérienne était créée pour assurer cette même mission de rapatriement vers Inverness (Ecosse) en Embraer ERJ-135 de 37 places, la compagnie Lorizon Aircraft toujours basée sur l'aéroport de Lorient. Néanmoins, coup de théâtre le 24 avril 2024 lorsque le Tribunal de Commerce de Bordeaux plaçait en redressement judiciaire Millésime Aviation, titulaire de la licence de vol de Lorizon Aircraft. La Scapêche/Intermarché effectue dorénavant sa mission de rapatriement des marins entre Inverness-Cork et Lorient par d'autres compagnies aériennes affrétées,.

## Flotte
La compagnie a exploité les deux avions suivants :

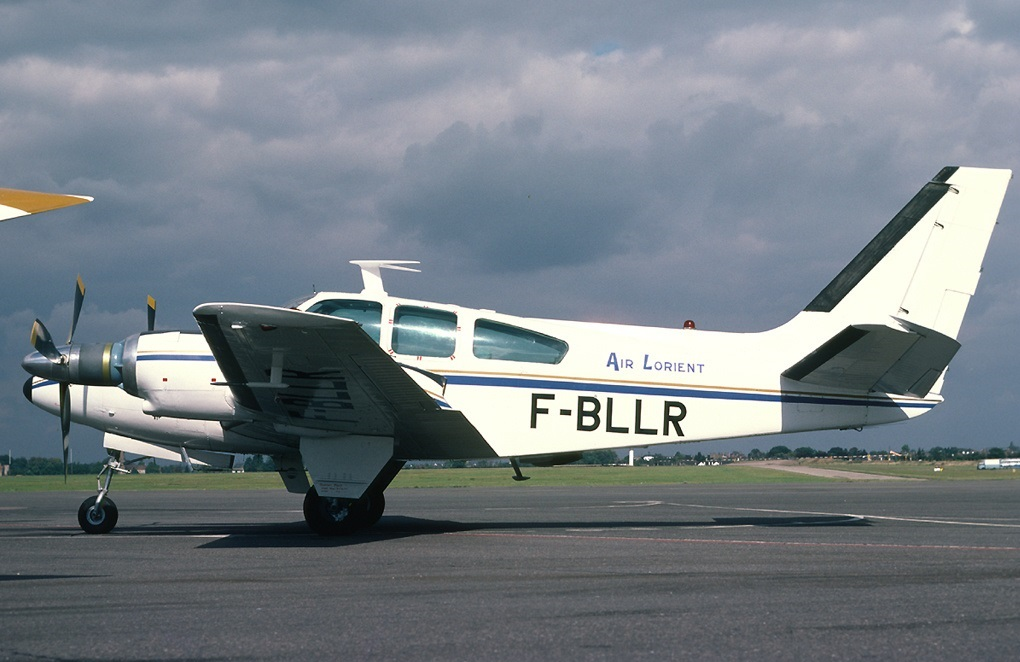
BEECH 60-A d'Air Lorient en 1978

- Un Beechcraft-SFERMA Marquis (Modèle 60A) n° F-BLLR[11], enregistré DGAC le 02/07/1973.
- Un Beechcraft A60 n° F-BLLU[12], enregistré DGAC le 08/03/1982.

## Une nouvelle compagnie "Air Lorient"
En mai 1990, une nouvelle compagnie aérienne est créée. Elle volait sur Londres et Jersey au départ de l'aéroport de Lorient en Metro Merlin II de 18 places (sous pavillon d'Air Vendée pour raison administrative).
Le député-maire de Lorient, Jean-Yves Le Drian avait obtenu de son ami, Michel Delebarre, ministre des transports de l'époque, qu'une ligne charter Lorient-Londres puisse être exploitée, dans un premier temps le week-end en été avant de devenir une ligne régulière. Cette demande faisait suite à l'implantation sur le pays de Lorient, de deux golfs flambant neufs (golfs du Val Quéven et de Ploemeur), dans deux communes dont la base militaire où est implantée l'aéroport à son emprise.
Le capital social était de 250 000 francs (38 170 euros). La compagnie était coordonnée et présidée par Michel Gueudret (Société Vent d'Ouest). Cette compagnie regroupait 16 actionnaires dont la chambre de commerce et d'industrie du Morbihan et, pour 27 %, un groupe anglais (West-Wind). Elle comptait 7 salariés dont 3 personnels d'équipage. Elle avait embauché Michel Le Goff, ancien directeur de l'aéroport de Lorient-Lann-Bihoué.
En plus de la ligne vers Londres-Stansted (durée de vol : 1h15), elle assurait la ligne Lorient-Jersey (durée de vol : 42 minutes) à partir du 16 juin 1990.
Le 29 mai précédent, elle assurait son premier vol commercial vers Édimbourg et Vigo le 30 mai 1990.
Elle avait pour projet la création de la ligne régulière Lorient-Lyon, attendue par la chambre de commerce du Morbihan, gestionnaire de l'aéroport.
L'avion utilisé était un Métro Merlin II, un bi-turbo propulseur d'une valeur de 5,4 millions de francs (825 000 euros) construit par l'américain Fairchild. Il avait été acheté d'occasion en leasing avec 8 000 heures de vol pour un loyer 92 000 francs mensuel (14 050 euros). Il comprenait 18 places individuelles non-fumeur, un bar, des toilettes, une soute à bagages de 4 m3. Il était piloté par Jean-Pierre Gibert et Nathalie Coralie, 22 ans. Une hôtesse de l'air était présente.
Or, en juillet, la compagnie faisait connaître que son avion était sous-motorisé et qu'elle avait dû le rendre. De plus, sa société support n'étant pas complètement constituée, elle ne pouvait donc pas voler sous pavillon Air Lorient. Elle se tournait vers Air Vendée pour sous-traiter ses vols, qui mettait un avion de 10 places à disposition (Beech 200). Pourtant le mois de juin avait engendré des bons résultats (45 heures de vol, un chiffre d'affaires de 355 000 francs). L'objectif du mois de juillet était de 60 heures de vol.